# Paramyopa oestracea
Paramyopa oestracea är en tvåvingeart som först beskrevs av Friedrich Hermann Loew 1863.  Paramyopa oestracea ingår i släktet Paramyopa och familjen stekelflugor. Inga underarter finns listade i Catalogue of Life.